# Ruta Estatal de Nevada 320
La Ruta Estatal de Nevada 320, y abreviada SR 320 (en inglés: Nevada State Route 320) es una carretera estatal estadounidense ubicada en el estado de Nevada. La carretera inicia en el Sureste desde la US 93     en Pioche hacia el Noroeste en la US 93     en Pioche. La carretera tiene una longitud de 17,2 km (10.674 mi).

## Mantenimiento
Al igual que las autopistas interestatales, y las rutas federales y el resto de carreteras estatales, la Ruta Estatal de Nevada 320 es administrada y mantenida por el Departamento de Transporte de Nevada por sus siglas en inglés Nevada DOT.